# La Gloria, Nicaragua
La Gloria är en comarca i kommunen Nagarote i västra Nicaragua. Den ligger vid Stillahavskusten. La Gloria har två populära badorter med fina sandstränder: El Velero och Playa Hermosa.

## Befolkning
Comarcan har 545 invånare (2005). De flesta bor i byn La Gloria, som ligger en dryg kilometer från kusten, eller i någon av badorterna El Velero och Playa Hermosa.

## Aktiviteter
Det finns utmärkta bad- och surfingmöjligheter längs havskusten, som omväxlande består av en sandstränder och klipppartier.